# 德尔菲娜·阿尔诺
德尔菲娜·阿尔诺（法語：Delphine Arnault；1975年4月4日—），是一名法国商人，担任路易·威登集团副总裁。

## 学历与职业初期
阿尔诺在塞纳河畔讷伊出生，毕业于里尔北方高等商学院和倫敦政治經濟學院，德尔菲娜·阿尔诺首先在麦肯锡战略咨询部开始了她的职业生涯。
2000年，她开始为酩悅·軒尼詩－路易·威登集團效力。她是LVMH集团总裁贝尔纳·阿尔诺的长女。

## LVMH
自2003年起，德尔菲娜·阿尔诺便成为酩悅·軒尼詩－路易·威登集團集团（LVMH）管理层成员。她是管理层最年轻的，同时也是首个女性成员。她同时也是多个奢侈品牌的行政人员：高级成衣品牌Céline,西班牙皮具与时装品牌罗威，意大利时装品牌Emilio Pucci，酒类品牌酩悅·軒尼詩，法国电视六台以及其他在LVMH集团旗下的公司。她同时还是一家资产管理公司的联合负责人。最近她又成为了二十世紀福斯与哈瓦斯通讯社的董事会成员。
2008年，她成为迪奥的副总裁。2013年，她改任路易·威登副总裁。
2014年，德尔菲娜·阿尔诺提议创办LVMH Prize大赛。该大赛在全球范围内选拔优秀的时尚设计师。她希望LVMH集团通过这个比赛来选拔并帮助有才华和有创意的设计师，并帮助他们实现梦想。

## 个人生活
德尔菲娜·阿尔诺是法国商人贝尔纳·阿尔诺与其第一任妻子Anne Dewavrin所生的的长女。